# CORT
CORT (англ. Cortistatin) – білок, який кодується однойменним геном, розташованим у людей на короткому плечі 1-ї хромосоми.  Довжина поліпептидного ланцюга білка становить 105 амінокислот, а молекулярна маса — 11 532.
| 10         |  | 20         |  | 30         |  | 40         |  | 50         |
| ---------- |  | ---------- |  | ---------- |  | ---------- |  | ---------- |
| MPLSPGLLLL |  | LLSGATATAA |  | LPLEGGPTGR |  | DSEHMQEAAG |  | IRKSSLLTFL |
| AWWFEWTSQA |  | SAGPLIGEEA |  | REVARRQEGA |  | PPQQSARRDR |  | MPCRNFFWKT |
| FSSCK      |  |            |  |            |  |            |  |            |

A: Аланін

C: Цистеїн

D: Аспарагінова кислота

E: Глутамінова кислота

F: Фенілаланін

G: Гліцин

H: Гістидин

I: Ізолейцин

K: Лізин

L: Лейцин

M: Метіонін

N: Аспарагін

P: Пролін

Q: Глутамін

R: Аргінін

S: Серин

T: Треонін

V: Валін

Кодований геном білок за функцією належить до гормонів. 
Секретований назовні.